# Lauroux
Lauroux (en occitan Laurós) est une commune française située dans le nord du département de l'Hérault en région Occitanie.
Exposée à un climat méditerranéen, elle est drainée par la Lergue, le Laurounet et par divers autres petits cours d'eau. La commune possède un patrimoine naturel remarquable : deux sites Natura 2000 (le « causse du Larzac » et « les contreforts du Larzac ») et six zones naturelles d'intérêt écologique, faunistique et floristique.
Lauroux est une commune rurale qui compte 208 habitants en 2022, après avoir connu un pic de population de 471 habitants en 1836. Elle fait partie de l'aire d'attraction de Lodève. Ses habitants sont appelés les Lauroussiens ou  Lauroussiennes.

## Géographie

### Localisation
La commune de Lauroux s'étend sur 2642 hectares. Lauroux et ses habitants, les lauroussiens, sont situés à 7 km de Lodève.

### Géographie physique

#### Géomorphologie
Parfois les affleurements de dolomies se manifestent par des chaos de rochers ruiniformes. S'il scrute minutieusement ces curieux cailloux,

#### Relief, paysages, végétation

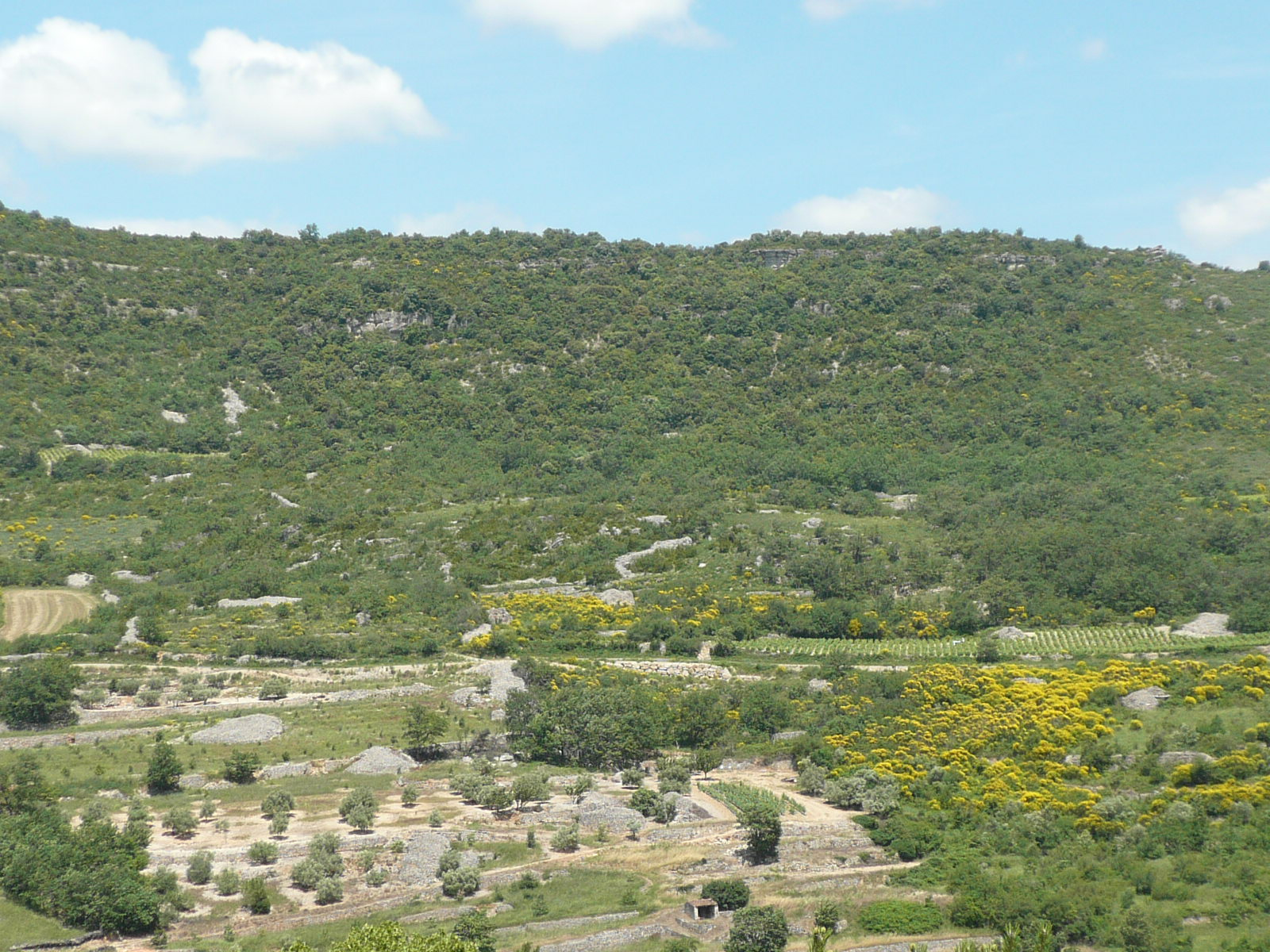
Montagne, garrigue, faïsses, genêts, vignes et oliviers en face du hameau des Moulières

Lauroux est dominé par la forêt domaniale de Roquet Escu à 860 mètres d'altitude. Situées sur la barrière volcanique de l'Escandorgue, les plantations de résineux prospèrent sur ce sol brun basaltique et acide. Ces peuplements artificiels sont composés de plusieurs espèces dont les sapins, les pins noirs, les épicéas et principalement les Douglas. Mais cette forêt abrite aussi une curiosité : une magnifique hêtraie ; majestueux et solidement enracinés, les hêtres sont les témoins d'un étage bioclimatique appelé étage montagnard. La présence de ce boisement indique donc une pluviosité importante (souvent supérieure à 1000 mm) et surtout une zone propice à la formation de brouillards. Cette caractéristique pourrait avoir donné son nom au lieu : escut, selon la prononciation lauroussienne, écrit "escu" sur les cartes, est vraisemblablement "escur", obscur.
Non loin de là, entre le hameau des Sièges et celui de Labeil, s'étend un plateau pittoresque. Se succèdent des élévations arrondies ou « serres », au sol caillouteux et squelettique, des dolines ou « sotchs », cuvettes à fond plat tapissées d'argiles rouges, parfois creusées d'un aven. Balayée par les vents, soumise à un climat rigoureux et contrasté, cette zone héberge une maigre végétation constituée de pelouses d'allure steppique ponctuées de buis et de genévriers. Cette zone est utilisée traditionnellement comme parcours à brebis.
De nombreuses fleurs endémiques poussent sur la zone, tel que le serpolet des dolomies. Les pelouses calcaires abritent quant à elles de très nombreuses espèces d'orchidées, dont la très rare et protégée orchidée de l'Aveyron. Cette zone est aussi le terrain de chasse privilégié du circaète Jean-le-Blanc, encore appelé aigle aux serpents. Prédateur spécialisé, il traque inlassablement les reptiles, tel que le lézard vert, sur ces zones ouvertes et dégagées.
Le plus grand étonnement viendra certainement à l'approche de la grotte de Labeil, lorsque le regard dépassera les impressionnantes falaises. La route étroite serpente à flanc de parois pour aboutir à la ferme de Labeil. La bergerie est d'ailleurs nichée au creux d'une baume ou « balme », qui est une falaise naturellement évidée à sa base sous l'action de cours d'eau situés maintenant beaucoup plus bas. Plusieurs sentiers de randonnée parcourent les corniches de ce cirque verdoyant où l'eau est omniprésente. La végétation arborée est luxuriante et diversifiée. S'y mélangent les tilleuls, les frênes, les merisiers, les saules et les hêtres.
La faune des milieux rupestres y est largement représentée par le grand corbeau, roi de la voltige, ou le tichodrome échelette aussi dénommé oiseau papillon.

#### Hydrographie
Lauroux se situe au confluent de deux cours d'eau le Laurounet et le Rauzet, dont les eaux, provenant de la limite Escandorgue/Larzac, rejoignent celles de la Lergue.
Une des sources de Lauroux alimente Lodève en eau potable.
Les vallées creusées par ces deux petites rivières sont occupées par l'homme depuis la Préhistoire, comme en témoigne la grotte de Labeil, située en amont du Laurounet et ouverte au public (voir bas de page).
Les sources, une richesse naturelle pour la commune de Lauroux.
Par un système de "pansières" (de l'occitan paissièra, barrage, écluse, chaussée) et de béals (de bésal, ou béséla, rigole d'arrosage, canal, bief), régi par des droits coutumiers, le Laurounet, le Rauzet et certaines sources irriguent prés et jardins. Les crues des deux rivières sont fréquentes et peuvent être dévastatrices (1963, 1983, 1992...) ; elles sont attestées dès 1681 dans des textes officiels.
En partant des Condamines, les principales sources sont les suivantes :
- Source des Condamines alimentant la fontaine du hameau ;
- La Font Grande entre Encombe et les Moulières ;
- Entre les Moulières et Fontreboule, au lavoir, source alimentant les bornes-fontaines des Moulières, de Fontreboule et  de Pradines ;
- À Fontreboule ("fontaine trouble"), le Boul, à l'eau plus ou moins trouble ;
- Entre Fontreboule et Lauroux, source dite du Pré de Pascal ;
- Au Ranc, source du Ranc (Jourdan) ;

Les deux sources : Pascal, rive gauche, et Jourdan, rive droite, étaient captées par Lodève. Elles sont aujourd'hui abandonnées ;
- En suivant le Laurounet avant la pisciculture, en bordure de la route (rive droite)
- Rive gauche au Païrol, la source Jourdan captée en 1938-1939 par la commune de Lodève ;
- La source Placide ou Laget, captée par Lauroux en 1964 ;
- À Labeil, source de Coste Roucouse (tête de rivière) et source de la Grotte alimentant Labeil ;
- Aux Sièges, rive droite de la Lergue, commune de Lauroux, la source du Théron captée par le Caylar ;
- À l'ancienne ferme de Roquet Escut, les sources de Pierre Monden et de Béteïrac ;
- En suivant le Rauzet, rive droite, la source Sauvagnac qui alimente depuis 1878 les deux fontaines du village ;
- À Camp Grand, rive droite, la source Saquet ;
- À Saint-Pierre, la source Jeanjean ;
- Toujours rive droite, face au grand pré Olivier, la source Brunel ;
- Aux Granges, rive droite, la source du pré de Tronc et la source Pesquier du pré de Boyer ;
- Avant 1878, le village était alimenté par la source aujourd'hui enterrée, au départ du chemin des Jardins, dite la Font Vieille.

### Climat
Pour des articles plus généraux, voir Climat de l'Occitanie et Climat de l'Hérault.
En 2010, le climat de la commune est de type climat méditerranéen franc, selon une étude s'appuyant sur une série de données couvrant la période 1971-2000. En 2020, Météo-France publie une typologie des climats de la France métropolitaine dans laquelle la commune est exposée à un climat méditerranéen et est dans la région climatique  Provence, Languedoc-Roussillon, caractérisée par une pluviométrie faible en été, un très bon ensoleillement (2 600 h/an), un été chaud (21,5 °C), un air très sec en été, sec en toutes saisons, des vents forts (fréquence de 40 à 50 % de vents > 5 m/s) et peu de brouillards.
Pour la période 1971-2000, la température annuelle moyenne est de 12,7 °C, avec une amplitude thermique annuelle de 15,9 °C. Le cumul annuel moyen de précipitations est de 1 210 mm, avec 8,7 jours de précipitations en janvier et 3,2 jours en juillet. Pour la période 1991-2020, la température moyenne annuelle observée sur la station météorologique la plus proche, située sur la commune des Plans à 3 km à vol d'oiseau, est de 10,4 °C et le cumul annuel moyen de précipitations est de 1 540,9 mm,. Pour l'avenir, les paramètres climatiques de la commune estimés pour 2050 selon différents scénarios d'émission de gaz à effet de serre sont consultables sur un site dédié publié par Météo-France en novembre 2022.

### Communes limitrophes

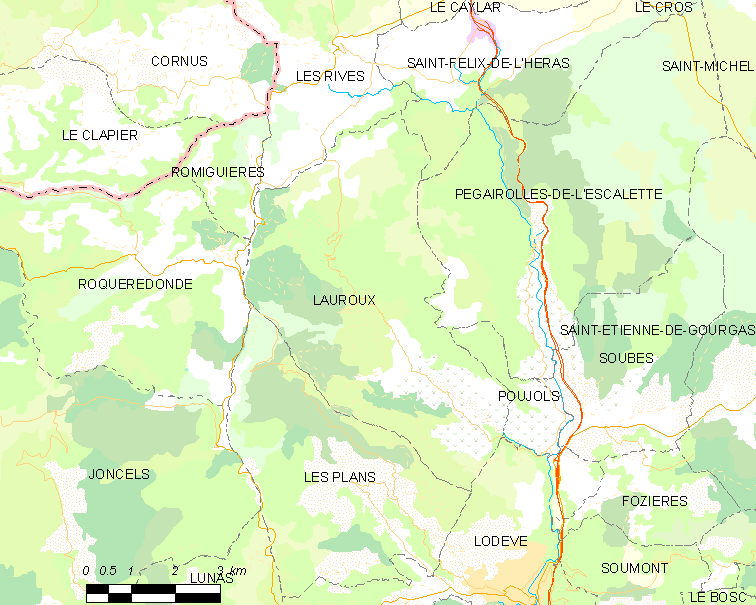
Carte

| Romiguières  | Les Rives                     | Saint-Félix-de-l'Héras     |
| Roqueredonde | Lauroux                       | Pégairolles-de-l'Escalette |
|              | Les Plans (Hérault) et Lodève | Poujols                    |

### Milieux naturels et biodiversité

#### Réseau Natura 2000

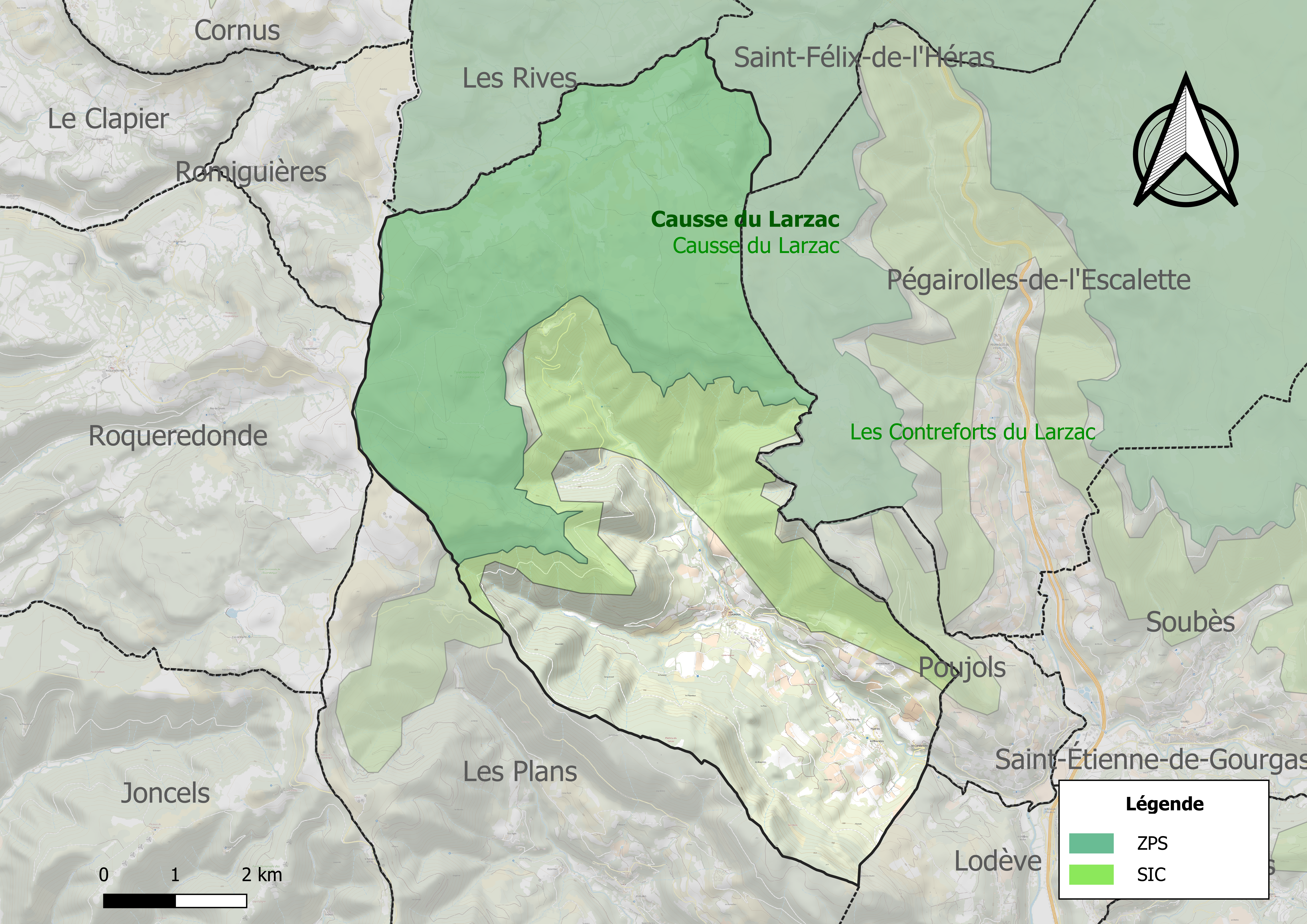
Site Natura 2000 sur le territoire communal.

Le réseau Natura 2000 est un réseau écologique européen de sites naturels d'intérêt écologique élaboré à partir des directives habitats et oiseaux, constitué de zones spéciales de conservation (ZSC) et de zones de protection spéciale (ZPS).
Un site Natura 2000 est défini sur la commune tant au titre de la directive oiseaux, que de la directive habitats, le « causse du Larzac ». D'une superficie de 29 556 ha, il fait partie des causses méridionaux, un ensemble régional original unique en Europe. Il est le plus grand ensemble de formations herbeuses sèches semi-naturelles en France et abrite un grand nombre d’espèces endémiques. Ce site abrite 17 espèces d'oiseaux d'intérêt communautaire pour la plupart liées pour leur reproduction et/ou leur alimentation aux milieux ouverts (dont le Bruant ortolan, le Pipit rousseline, l'Alouette lulu, la Pie-grièche écorcheur, etc… en effectifs bien représentées par rapport à la moyenne nationale),.
Un autre site relève de la directive habitats : « les contreforts du Larzac ». D'une superficie de 5 299 ha, ils constituent les premiers reliefs du Larzac qui surplombent le bassin de Lodève. Sa richesse est liée à la conjonction des deux influences caussenarde et méditerranéenne.

#### Zones naturelles d'intérêt écologique, faunistique et floristique
L’inventaire des zones naturelles d'intérêt écologique, faunistique et floristique (ZNIEFF) a pour objectif de réaliser une couverture des zones les plus intéressantes sur le plan écologique, essentiellement dans la perspective d’améliorer la connaissance du patrimoine naturel national et de fournir aux différents décideurs un outil d’aide à la prise en compte de l’environnement dans l’aménagement du territoire.
Quatre ZNIEFF de type 1 sont recensées sur la commune :
- le « chaos dolomitique de Lauroux » (1 309 ha), couvrant 4 communes du département[13] ;
- le « chaos dolomitique des Caussades » (38 ha)[14] ;
- le « cirque de Labeil » (52 ha)[15] ;
- les « pelouses et prairies de la hautes vallée de la Lergue aux Sièges » (411 ha), couvrant 3 communes du département[16] ;

et deux ZNIEFF de type 2, : 
- le « causse et contreforts du Larzac et montagne de la Séranne » (44 035 ha), couvrant 33 communes dont une dans l'Aveyron, deux dans le Gard et 30 dans l'Hérault[17] ;
- le « massif de l'Escandorgue » (7 245 ha), couvrant 7 communes du département[18].

Carte des ZNIEFF de type 1 et 2 à Lauroux.
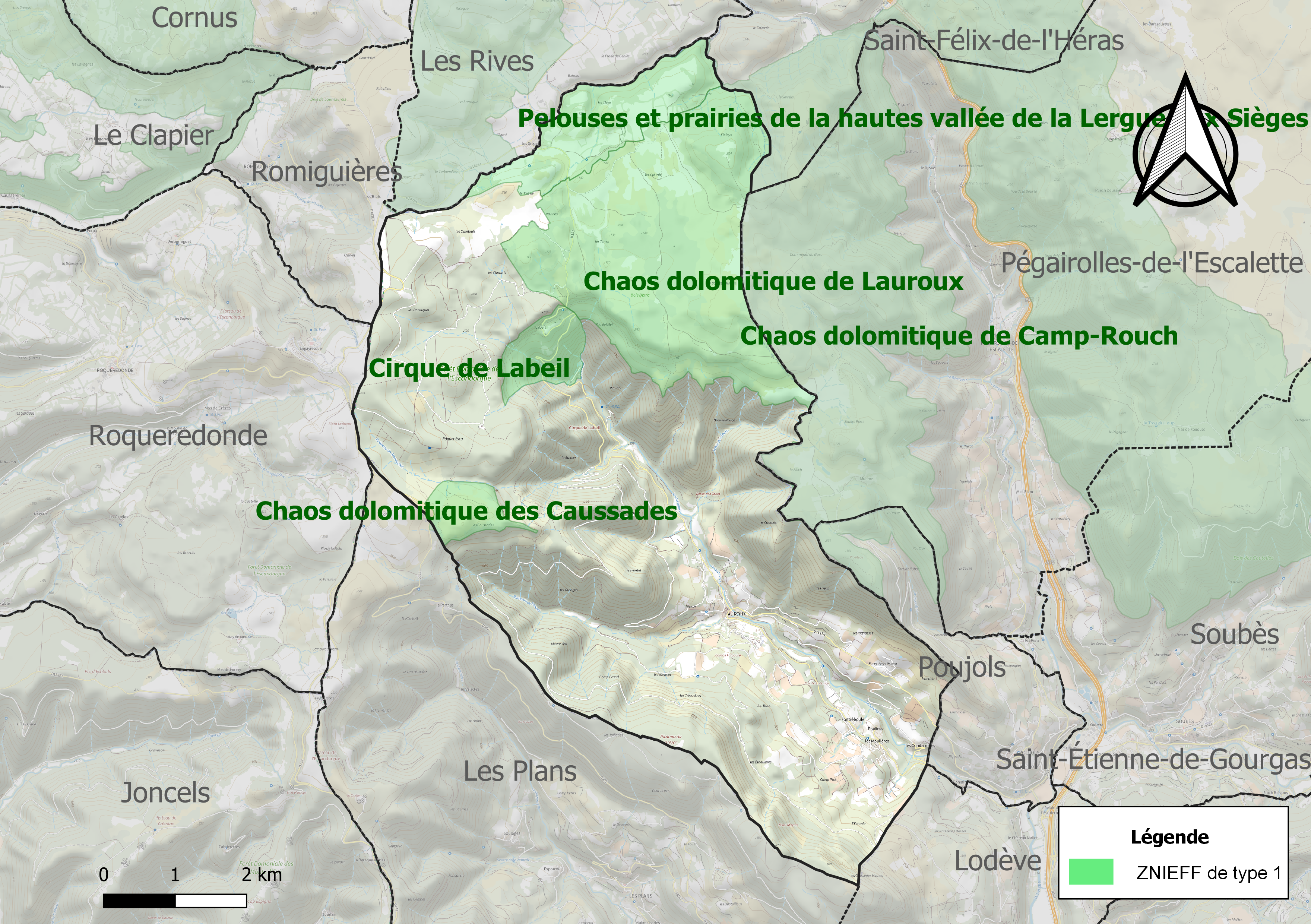
Carte des ZNIEFF de type 1 sur la commune.
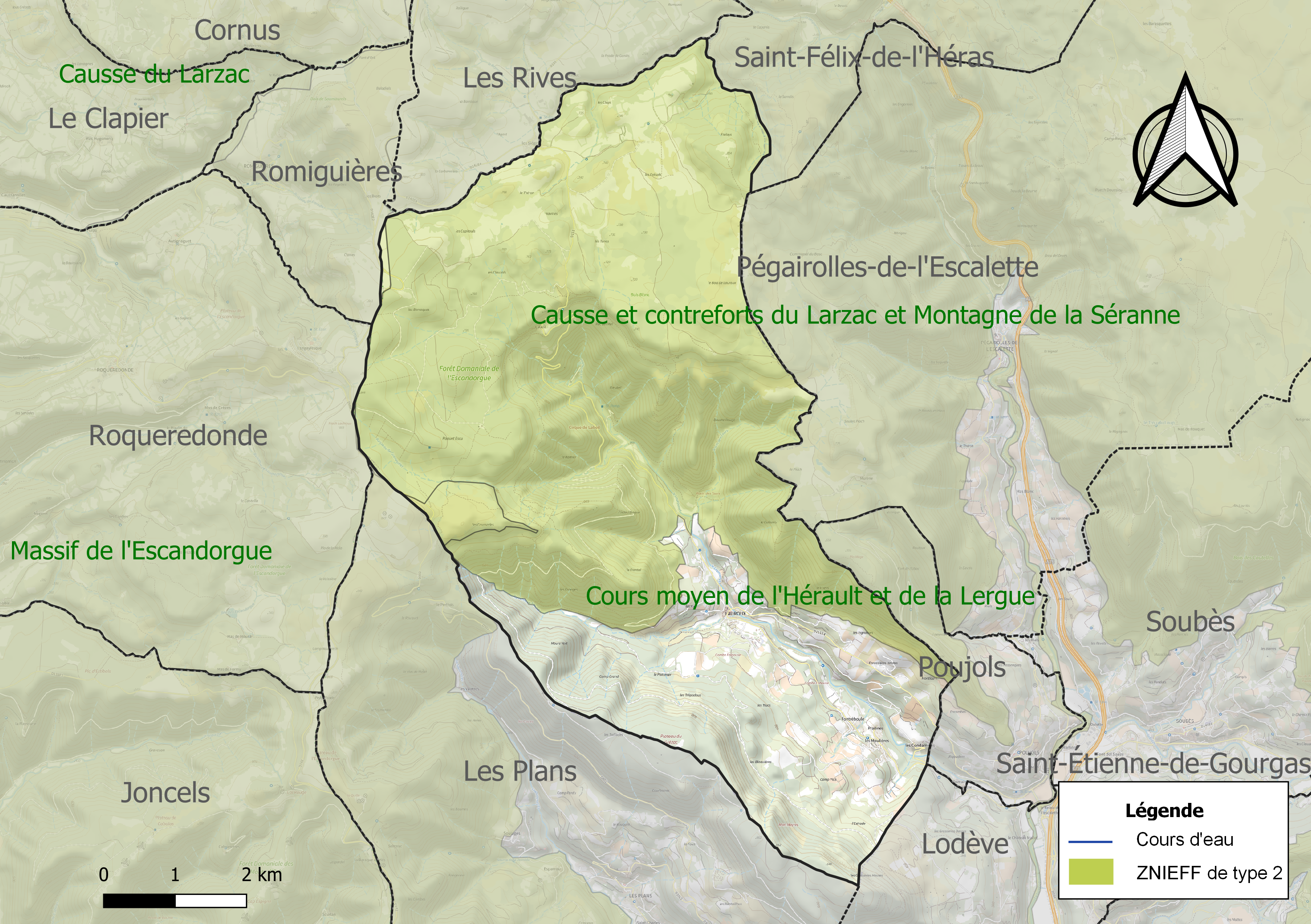
Carte des ZNIEFF de type 2 sur la commune.

## Urbanisme

### Typologie
Au 1er janvier 2024, Lauroux est catégorisée commune rurale à habitat dispersé, selon la nouvelle grille communale de densité à sept niveaux définie par l'Insee en 2022.
Elle est située hors unité urbaine. Par ailleurs la commune fait partie de l'aire d'attraction de Lodève, dont elle est une commune de la couronne,. Cette aire, qui regroupe 19 communes, est catégorisée dans les aires de moins de 50 000 habitants,.

### Occupation des sols
L'occupation des sols de la commune, telle qu'elle ressort de la base de données européenne d’occupation biophysique des sols Corine Land Cover (CLC), est marquée par l'importance des forêts et milieux semi-naturels (79,7 % en 2018), en augmentation par rapport à 1990 (78,8 %). La répartition détaillée en 2018 est la suivante : 
forêts (59,5 %), milieux à végétation arbustive et/ou herbacée (20,3 %), cultures permanentes (10,5 %), prairies (5,1 %), zones agricoles hétérogènes (4,6 %). L'évolution de l’occupation des sols de la commune et de ses infrastructures peut être observée sur les différentes représentations cartographiques du territoire : la carte de Cassini (XVIIIe siècle), la carte d'état-major (1820-1866) et les cartes ou photos aériennes de l'IGN pour la période actuelle (1950 à aujourd'hui).

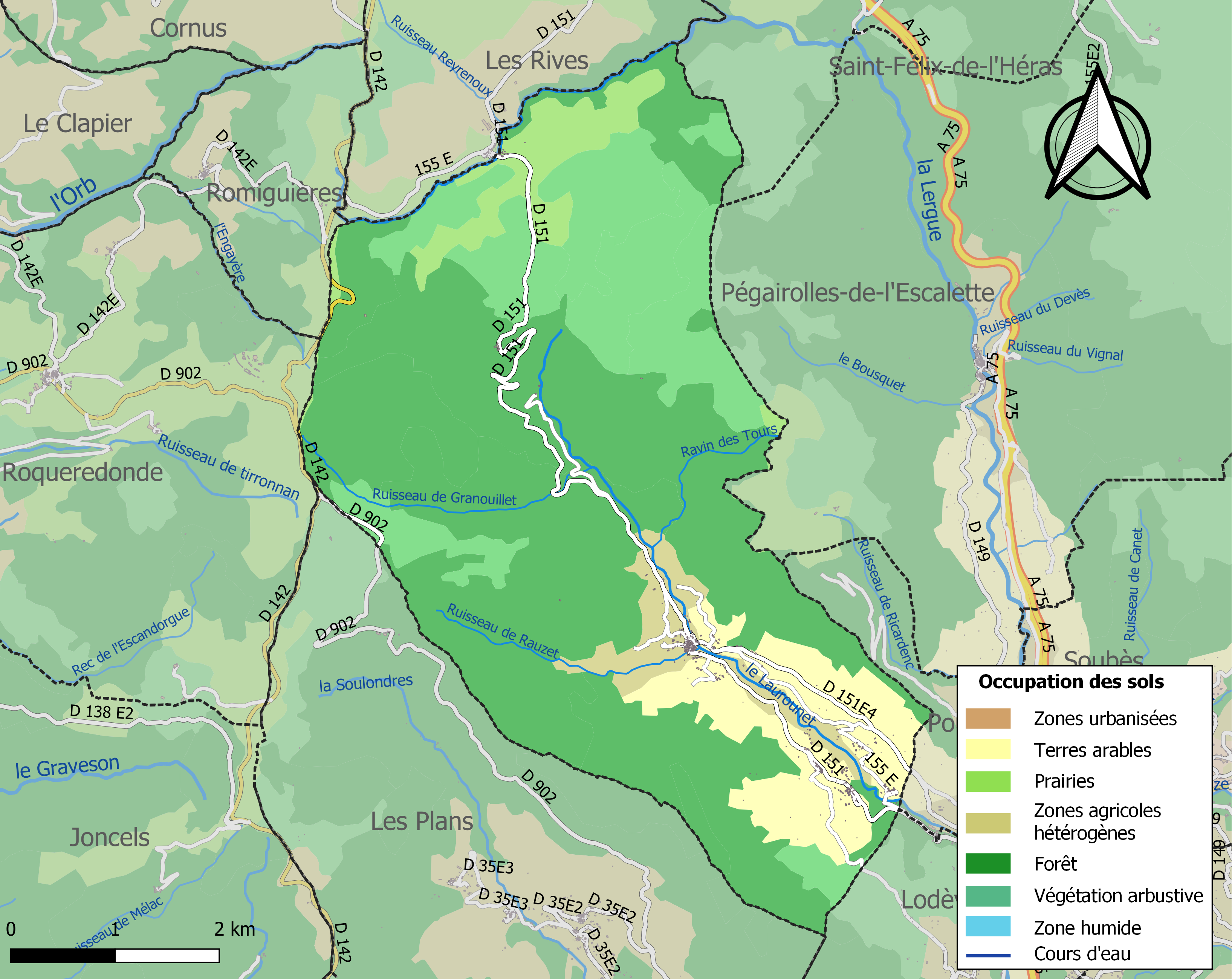
Carte des infrastructures et de l'occupation des sols de la commune en 2018 (CLC).

#### Habitat
La commune offre un habitat dispersé avec un village centre et plusieurs hameaux et fermes isolées.

#### Voie de communication
Lauroux est longtemps resté cul-de-sac, village du - bout du monde -, avant que la route de Labeil, créée en 1973, permette d'atteindre le plateau du Larzac.

### Risques majeurs
Le territoire de la commune de Lauroux est vulnérable à différents aléas naturels : météorologiques (tempête, orage, neige, grand froid, canicule ou sécheresse), inondations, feux de forêts, mouvements de terrains et séisme (sismicité très faible). Il est également exposé à un risque particulier : le risque de radon. Un site publié par le BRGM permet d'évaluer simplement et rapidement les risques d'un bien localisé soit par son adresse soit par le numéro de sa parcelle.

#### Risques naturels
Certaines parties du territoire communal sont susceptibles d’être affectées par le risque d’inondation par débordement de cours d'eau, notamment la Lergue. La commune a été reconnue en état de catastrophe naturelle au titre des dommages causés par les inondations et coulées de boue survenues en 1982, 1992, 1997, 2014 et 2015,.
Lauroux est exposée au risque de feu de forêt. Un plan départemental de protection des forêts contre les incendies (PDPFCI) a été approuvé en juin 2013 et court jusqu'en 2022, où il doit être renouvelé. Les mesures individuelles de prévention contre les incendies sont précisées par deux arrêtés préfectoraux et s’appliquent dans les zones exposées aux incendies de forêt et à moins de 200 mètres de celles-ci. L’arrêté du 25 avril 2002 réglemente l'emploi du feu en interdisant notamment d’apporter du feu, de fumer et de jeter des mégots de cigarette dans les espaces sensibles et sur les voies qui les traversent sous peine de sanctions. L'arrêté du 11 mars 2013 rend le débroussaillement obligatoire, incombant au propriétaire ou ayant droit,.

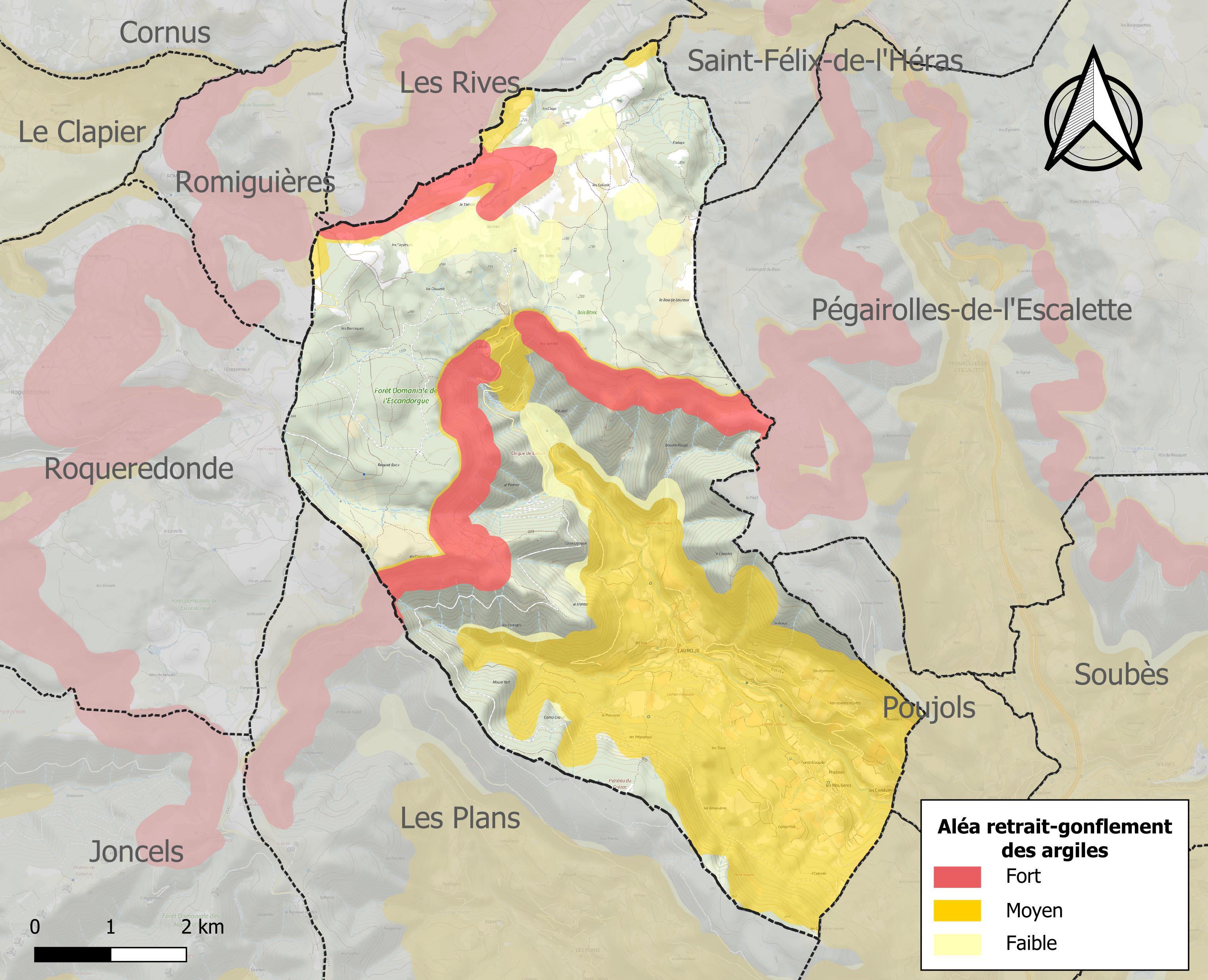
Carte des zones d'aléa retrait-gonflement des sols argileux de Lauroux.

La commune est vulnérable au risque de mouvements de terrains constitué principalement du retrait-gonflement des sols argileux. Cet aléa est susceptible d'engendrer des dommages importants aux bâtiments en cas d’alternance de périodes de sécheresse et de pluie. 45,2 % de la superficie communale est en aléa moyen ou fort (59,3 % au niveau départemental et 48,5 % au niveau national). Sur les 174 bâtiments dénombrés sur la commune en 2019, 174 sont en aléa moyen ou fort, soit 100 %, à comparer aux 85 % au niveau départemental et 54 % au niveau national. Une cartographie de l'exposition du territoire national au retrait gonflement des sols argileux est disponible sur le site du BRGM,.
Par ailleurs, afin de mieux appréhender le risque d’affaissement de terrain, l'inventaire national des cavités souterraines permet de localiser celles situées sur la commune.

#### Risque particulier
Dans plusieurs parties du territoire national, le radon, accumulé dans certains logements ou autres locaux, peut constituer une source significative d’exposition de la population aux rayonnements ionisants. Certaines communes du département sont concernées par le risque radon à un niveau plus ou moins élevé. Selon la classification de 2018, la commune de Lauroux est classée en zone 2, à savoir zone à potentiel radon faible mais sur lesquelles des facteurs géologiques particuliers peuvent faciliter le transfert du radon vers les bâtiments.

## Politique et administration
| Période           | Période           | Identité                 | Étiquette | Qualité            |
| ----------------- | ----------------- | ------------------------ | --------- | ------------------ |
| 1837              | 1841              | Pierre Crouzet           |           |                    |
| 4 octobre 1841    | 1848              | Guilhaume Coudère        |           |                    |
| 1848              | 1852              | Pierre Crouzet           |           |                    |
| 1852              | 15 août 1860      | Etienne Pierre Sauvagnac |           |                    |
| 15 août 1860      | 30 septembre 1860 | Hector Jourdan           |           |                    |
| 30 septembre 1860 | 6 septembre 1865  | Antoine Cauvy            |           |                    |
| 6 septembre 1865  | 18 mai 1871       | Pierre Crouzet           |           | fils               |
| 18 mai 1871       | 23 janvier 1881   | Sylvain Crouzet          |           |                    |
| 23 janvier 1881   | 18 mai 1884       | Basile Crouzet           |           |                    |
| 18 mai 1884       | 28 mai 1888       | Jean-Pierre Nouguier     |           | Décédé en fonction |
| septembre 1888    | mai 1892          | Pierre Baloussier        |           |                    |
| août 1892         | mai 1896          | Antoine Fournier         |           |                    |
| août 1896         | novembre 1919     | Adrien Arrazat           |           |                    |
| décembre 1919     | mai 1929          | Frédéric Banès           |           |                    |
| mai 1929          | ?                 | Félix Laffabrier         |           |                    |
| 1947              | 1956              | Louis Thil               |           | Décédé en fonction |
| 1956              | 1989              | Etienne Sauvagnac        |           |                    |
| 1989              | mars 2001         | Christian Bellet         |           |                    |
| mars 2001         | En cours          | Jean-Paul Pailhoux       | SE        | Cadre              |

## Démographie
L'évolution du nombre d'habitants est connue à travers les recensements de la population effectués dans la commune depuis 1793. Pour les communes de moins de 10 000 habitants, une enquête de recensement portant sur toute la population est réalisée tous les cinq ans, les populations de référence des années intermédiaires étant quant à elles estimées par interpolation ou extrapolation. Pour la commune, le premier recensement exhaustif entrant dans le cadre du nouveau dispositif a été réalisé en 2008.

En 2022, la commune comptait 208 habitants, en évolution de +6,67 % par rapport à 2016 (Hérault : +7,49 %, France hors Mayotte : +2,11 %).
| 1793 | 1800 | 1806 | 1821 | 1831 | 1836 | 1841 | 1846 | 1851 |
| ---- | ---- | ---- | ---- | ---- | ---- | ---- | ---- | ---- |
| 358  | 378  | 392  | 450  | 414  | 471  | 439  | 437  | 419  |

| 1856 | 1861 | 1866 | 1872 | 1876 | 1881 | 1886 | 1891 | 1896 |
| ---- | ---- | ---- | ---- | ---- | ---- | ---- | ---- | ---- |
| 423  | 430  | 425  | 384  | 387  | 338  | 319  | 310  | 271  |

| 1901 | 1906 | 1911 | 1921 | 1926 | 1931 | 1936 | 1946 | 1954 |
| ---- | ---- | ---- | ---- | ---- | ---- | ---- | ---- | ---- |
| 275  | 262  | 250  | 230  | 216  | 224  | 204  | 188  | 175  |

| 1962 | 1968 | 1975 | 1982 | 1990 | 1999 | 2006 | 2008 | 2013 |
| ---- | ---- | ---- | ---- | ---- | ---- | ---- | ---- | ---- |
| 155  | 140  | 151  | 152  | 149  | 172  | 195  | 201  | 197  |

| 2018 | 2022 | - | - | - | - | - | - | - |
| ---- | ---- | - | - | - | - | - | - | - |
| 206  | 208  | - | - | - | - | - | - | - |

## Toponymie
La commune a été connue sous les variantes : valle Lauroso (avant 817, 844), ecclesiam de Lauroso cum villa et valle (1145), Lauros cum valle (1157), honorem de Loros, de Lauros, parrochia de Laurosio (1264), Lauroux (1622), etc.
Le nom Lauroux dérive du nom latin Laurum augmenté du suffixe -osum, au sens de couvert de lauriers.

## Histoire

### Préhistoire
Les premières traces de présence humaine remontent à la Préhistoire : découvertes de silex taillés, d'ossements, de fragments de poterie, témoignages d'habitats troglodytiques, en particulier dans la grotte de Labeil.

### Antiquité
La proximité de la voie romaine encore visible entre le Grézac et
le Perthus expliquerait la présence d'un habitat à l'époque gallo-
romaine. De nombreux tessons de tuiles et de poteries sigillées
de la Graufsenque trouvés à la Resclause semblent indiquer la
présence d'une villa, domaine où l'on cultivait sans doute déjà la
vigne et l'olivier.

### Moyen Âge

#### Haut Moyen Âge

Plan par masse de culture (an XIII)

Durant le haut Moyen Âge (VIIe – IXe siècles), trois oratoires ont été construits : un document impérial de Louis le Pieux (814-816) l'atteste:
- Sainte-Marie est l'église de Lauroux dans son état primitif.
- Saint-Martin a disparu, mais se situait peut-être au lieu-dit de la Resclause (recluse, femme ermite ?) mais on dit aussi Rasclause (terre raclée, dénudée ?).
- Le troisième oratoire est Saint-Pierre-du-Cros dans la vallée du Rauzet, affluent du Laurounet.
Cette chapelle dite "wisigothique" est un des rares exemples locaux d'art paléochrétien. Elle est établie sur l'ancien chemin qui, de Lodève, rejoignait au Perthus la grande voie du Larzac (ancienne voie romaine) et son nom de Saint-Pierre-du-Cros vient sans doute de la croix dressée au bord du chemin. Il n'en reste que le chevet, la nef ayant été emportée par le Rauzet (de l'occitan "petit ruisseau") qui peut devenir torrentiel. Les sources sont nombreuses, et cette chapelle a peut-être été construite sur le lieu d'un culte païen dédié à une divinité des eaux.
La présence de ces trois oratoires dans la vallée pourrait avoir donné l'étymologie de Lauroux : vallis laurosa, vallée des laures ; laures qui signifie en grec "monastères", "reclusages" est devenu en latin médiéval "laura", tandis qu'en latin "laurus" signifie "laurier" ; à moins que l'origine en soit le mot latin oratorium, lieu où l'on prie, nom donné aux premiers sanctuaires.
Dans le cartulaire de Lodève, une vallée de Lauroux et une église Saint-Pierre de Cros sont mentionnées au IXe siècle.
À l'ouest, dans la vallée de Rauzet gisent les vestiges de l'ancienne église Saint-Pierre du Cros, de style pré-roman.

#### Moyen Âge classique

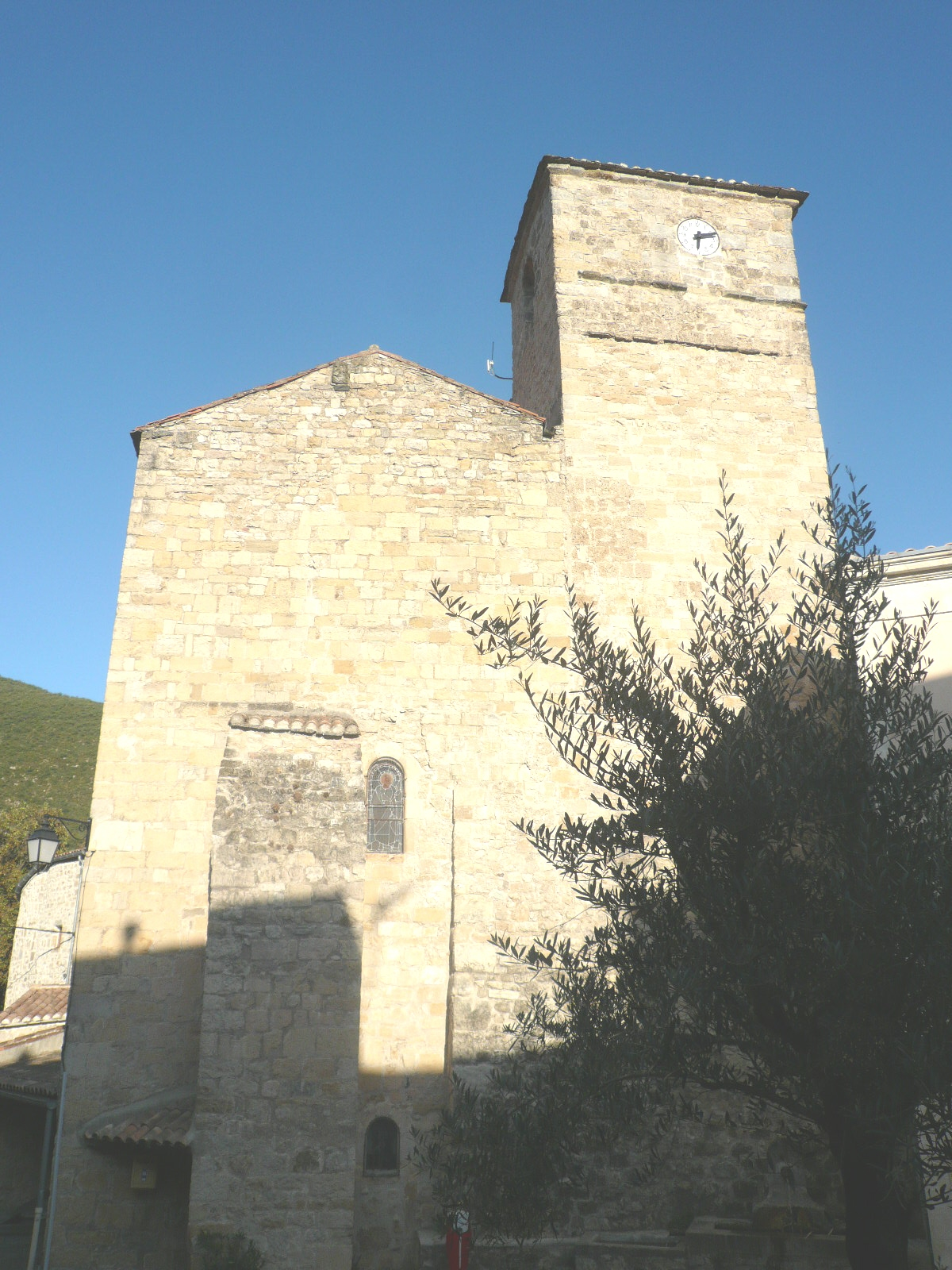
Église de Lauroux

En 1162, il est fait mention d'une villa de Lauras.
L'église Sainte-Marie est un témoin de l'art roman en Lodévois, au moins en partie, car elle a subi de nombreux remaniements au cours du temps, en fonction des évènements et au gré des besoins.
Il ne subsiste aucun vestige de l'église primitive fondée au IXe siècle. La nef a été reconstruite à la fin du XIe siècle ou au début du XIIe siècle, suivie du clocher, élevé au XIIe siècle.
Aujourd'hui, une partie des fortifications datant du Moyen Âge sont visibles. L'église Notre-Dame de Lauroux, fortifiée au XIVe siècle, possède une nef des XIe et XIIe siècles, voûtée en berceau brisé.
Bernard Gui fut un personnage marquant dans l'histoire de Lauroux, Bernard Gui. Inquisiteur très actif contre les Cathares, Vaudois et autres hérétiques du temps, (sa Pratique de l'inquisition est un document unique pour l'étude de l'inquisition aux XIIIe et XIVe siècles), il reçut du pape Jean XXII l'épiscopat en récompense de ses bons services, et il arriva à Lodève en 1324, à 63 ans. Il laissa, semble-t-il, le souvenir d'un évêque très impliqué dans son diocèse, et fut, malgré sa grande activité, un auteur prolifique d'ouvrages théologiques. Il est mort à Lauroux, résidence rurale des évêques de Lodève, le 30 décembre 1331,.

#### Bas Moyen Âge
Au XIVe siècle, période de guerres et de grande insécurité dans tout le royaume, il fallut se protéger du passage de pillards, de bandits de grands chemins et de soudards de toutes sortes. L'édifice est alors surélevé et fortifié : porche devant l'entrée latérale sud entre de puissants contreforts, chemin de ronde, bretèches, dont il reste des éléments dans le mur nord et des consoles encore visibles à l'est, au-dessus du chevet. L'église et le château attenant (actuelle maison Delserieys) formaient le cœur du village, dont le seigneur était l'évêque de Lodève. La rue du Four, rue principale où se trouvait le four banal, date aussi du XIVe siècle, mais on ne connaît pas l'étendue du bâti à cette époque. Hormis des fragments de murs et une tour conservée au château, seule la toponymie garde le souvenir des fortifications : le Portail, le Fort.

### Époque moderne
En 1586, une lettre autographe de l'Évêque de Lodève demandait de renforcer la garde autour de Lauroux.
En 1622, par autorité du diocèse de Lodève, en date du 14 novembre, il est interdit aux soldats de Clermont de piller la terre de Lauroux.
Dès la fin du XVIIe siècle, le village s'étend, comme en témoignent quelques maisons datées, notamment celle dite du Prieur (1676), mais se développe surtout à la fin du XVIIIe siècle et au début du XIXe. Le château est transformé et mis au goût du jour, du moins en façade : la porte d'entrée est gravée de la date 1784, et une fenêtre de 1789.
Au cours des XVIIe et XVIIIe siècles, l'église est fortement remaniée et agrandie : il faut refaire le couvrement de la nef, voûtée en berceau légèrement brisé en tuf, l'abside d'origine est démolie et remplacée par un chevet plat, auquel sont adjointes deux chapelles latérales.
Autour de 1680, le chœur s'enrichit du retable actuel, bel exemple de baroque provincial; ses colonnes jumelées portent un fronton interrompu, orné de deux figures féminines qui encadrent une statue de la Vierge dans une niche. Le clocher, probablement surélevé, est doté d'une cloche fondue en 1699 et classée au titre des Monuments historiques le 18 novembre 1942. Elle porte l'inscription : SIT NOMEN DOMINI BENEDICTUM. SANCTA MARIA ORA PRO NOBIS. P.P. BERNIER P. GOR FECIT LAN 1699 ("Que le nom du Seigneur soit béni. Sainte Marie priez pour nous. P[rieur] P. BERNIER. P. GOR m'a faite l'an 1699").
La commune est jalonnée de belles croix de chemin, en pierre taillée, comme la croix des Sièges, portant la date de 1780, celles de la Tourelle, du Tailleur, de Regard, datée de 1743 ou du pré de Latude; d'autres, remplaçant parfois des croix plus anciennes, sont en ferronnerie, celles de Fontreboule, datée de 1832, de Labeil, de Saint-Pierre, de Jean de Thomas. Sur la place principale du village, appelée le Portail, se dresse une croix de mission monumentale, en fonte et décorée des instruments de la Passion, érigée au XIXe siècle. Certaines croix sont malheureusement endommagées ou ont disparu, à la suite de travaux agricoles, comme celle de Pradines.

### Époque contemporaine

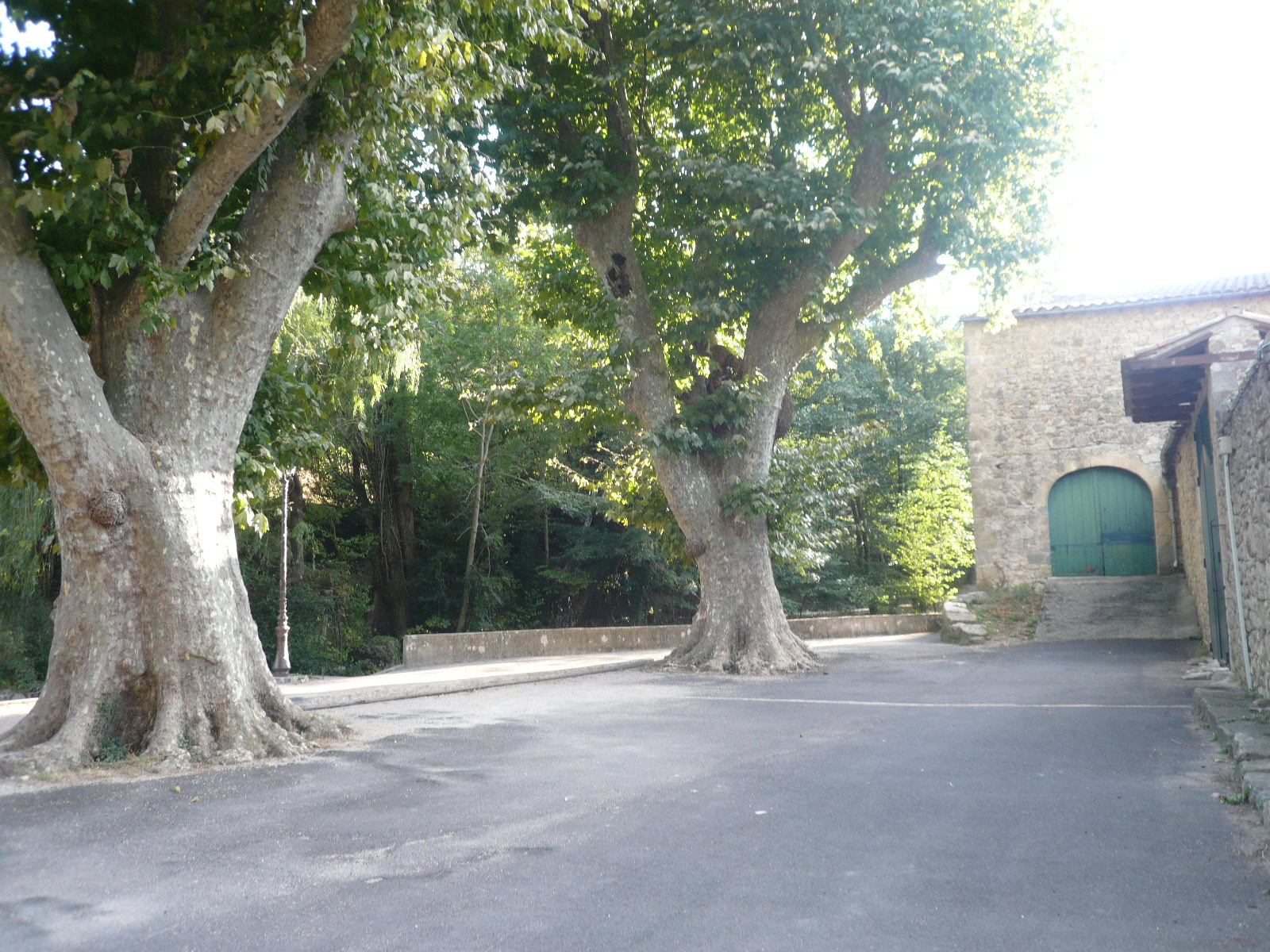
Place de Lauroux pour les festivités

Le XIXe siècle ajoute ses transformations, essentiellement dans la décoration et le mobilier : murs peints de fausses pierres et voûtes étoilées, réfection des vitraux, mise en place du maître-autel en marbre; les vitraux sont l'œuvre d'Alexandre Mauvernay, maître verrier de Saint-Galmier (Loire), auteur des verrières du chœur de la cathédrale Saint-Fulcran de Lodève. Au début du XXe siècle, un carrelage bicolore a recouvert le dallage ancien.
Dans les années 1960, des travaux de restauration intérieure, décrépissage, suppression des bancs de famille (Olivier et Sauvagnac), du chemin de croix et des statues saint-sulpiciennes, ont abouti à l'état actuel de l'église, dont le chœur abrite aujourd'hui l'ancienne table d'autel de Saint-Pierre-du-Cros. La restauration extérieure et celle des vitraux ont été menées ces dernières années.

## Anthropologie sociale

### Les gens et les générations

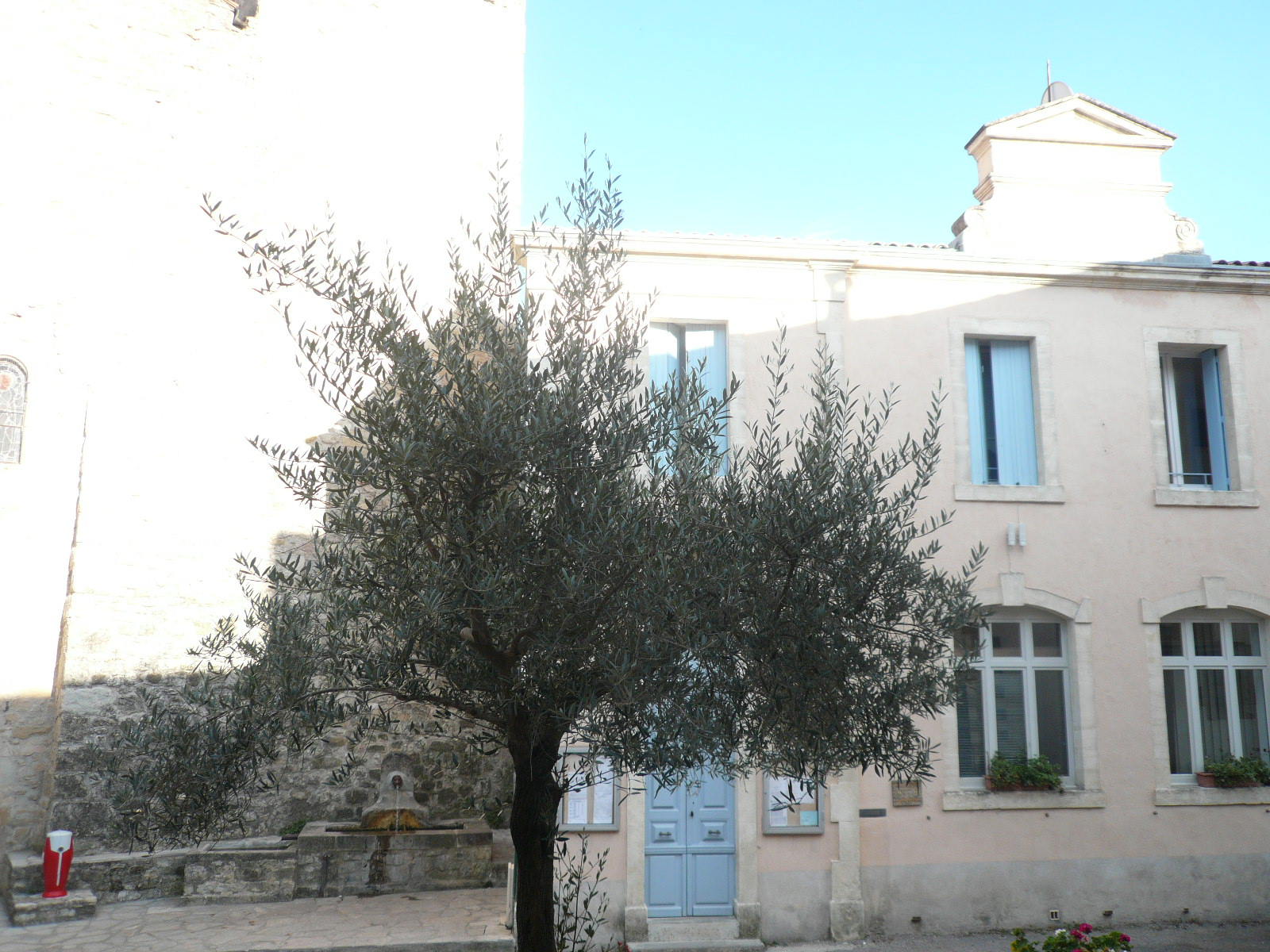
Mairie de Lauroux

Au dernier recensement de 1999, il y avait 177 habitants; avant 1914, la commune comptait plus de 300 habitants, auxquels s'ajoutaient de nombreux ouvriers saisonniers, ce qui donnait une grande animation. L'annuaire de l'Hérault de 1883 donne le chiffre de 338 habitants. L'annuaire de 1926 indique 230 habitants. À cette époque la commune vivait pratiquement en autarcie, de l'élevage, de la polyculture, du fourrage, des ressources naturelles (chasse, pêche, braconnage, cueillette). Le travail à l'extérieur était rare; de par leur proximité, ce sont surtout les gens des "mazures" (hameaux) qui travaillaient au four à chaux ou à l'usine de textile de "Labranche". La situation particulièrement enclavée de Lauroux accentuait son autonomie et engendrait un système d'échanges, d'entraide et de solidarité.
Pendant la guerre, la solidarité a été particulièrement forte.
Le four communal fut un véritable exemple de vie communautaire.
Moulins, fours et laiterie étaient à usage collectif.
Chaque hameau avait son four à pain : Pradines, Les Moulières, Les Condamines et Fontreboule.
À Lauroux, le four communal se trouvait à la maison de Pascal, rue du Four.
La cuisson du pain était réglementée, les gens profitaient des jours de cuisson pour mettre dans le four des légumes à cuire sur des plaques, des tartes, des pommes entourées de pâte et des "petits bonshommes", friandises succulentes pour les enfants
.

### Les cultures
On faisait le blé pour sa propre consommation et le « grain » pour les animaux. Des aires de dépiquage ou de battage (les deux termes sont employés pour la même action) sont visibles dans la commune. Pour le battage, un cheval, en foulant les gerbes étalées sur l'aire, séparait le grain de la paille. Puis le vannage se faisait au ventaïre (tarare) pour trier le grain de la balle (les enveloppes étaient appelées "polsas", poussières). Ensuite la batteuse a fait les deux opérations en même temps.
Grâce aux facilités d'irrigation, Lauroux était connu pour la qualité et la production abondante de son fourrage.
Le pré de Latude donnait jusqu'à 200 balles de foin à la première coupe. La fabrication de liens pour les balles était faite en commun, essentiellement par les femmes.
À partir de l'entre-deux-guerres, la culture de la vigne s'est développée, les revenus étant intéressants. Tout le monde avait son pressoir et faisait son vin soi-même. Les vendanges d'autrefois laissent un souvenir nostalgique.
C'est surtout après la dernière guerre, celle-ci ayant, faute d'hommes, mis les terres à l'abandon, que la vigne a pris son essor (plantation importante en 1946). En 1960, il y avait 143 hectares de vignes sur la commune répartis entre 50 producteurs, pour 9000 hectolitres de vin. Ce fut une période d'aisance. En 1992, on comptait 76 hectares répartis entre 35 producteurs dont 5 seulement en activité professionnelle principale, pour 4750 hectolitres de vin. En 2003, subsistent 45 ha pour 2350 hl avec 4 exploitants en activité professionnelle principale.
De la politique d'arrachage des vignes et des mutations professionnelles et économiques, il résulte un accroissement des terres abandonnées. Les genêts, qui au printemps "font une houle d'or", comme le dit le poète François Fabié, envahissent le paysage. Certaines terres sont converties à la culture de céréales, retrouvant leur utilisation première. Mais la terre cultivable devient souvent terrain de loisir et terrain à bâtir.
Les fermes dispersées dans la commune sont depuis longtemps désertées.
Le jardinage est une activité qui est loin de disparaître à Lauroux. Bien au contraire, beaucoup de personnes entretiennent ce savoir-faire sur de nombreuses parcelles. Au fil des décennies des ouvrages se sont construits et perfectionnés, pour améliorer et faciliter les techniques de cultures.
Les béals alimentent généreusement les pièces de terre en eau. La façon d'irriguer est dite - à la raie -.
À partir du béal, chaque jardinier ouvre et ferme une plaque de fer, nommée "toundouïre". L'eau se déverse en quantité sur la parcelle, puis elle est dirigée dans les cultures, rangée par rangée, en faisant barrage avec de la terre.
Cette méthode demande cependant une certaine discipline et une bonne entente entre les villageois, l'ouverture d'une "toundouïre" privant totalement d'eau les parties plus en aval.
À Lauroux, le dernier béal en activité est une petite merveille. Il prend sa source à la chaussée du "Pousadou" et alimente successivement une multitude de potagers. Il traverse les différentes propriétés, en se scindant parfois, en devenant souterrain ailleurs. Au passage du "porche de Fournier", il s'intègre à l'architecture même de l'habitation, en se glissant sous les piliers de la bâtisse.
Cet ouvrage collectif joue un rôle social dans le village. En hiver il est soigné et au repos, en été il est estimé et contemplé. Des générations de jardiniers se sont querellées et réconciliées autour de son utilisation.
Depuis quelques années, un intrus tourmente ces derniers, bien malheureux celui qui l'introduisit dans ce joli village. Certainement cultivée au départ à des fins ornementales, cette plante eut vite fait de s'implanter dans la bonne terre des potagers, elle se nomme oxalis. Munie d'un bulbe se fragmentant continuellement en de nouveaux petits oxalis, elle a rapidement fait de recouvrir toute la surface cultivée. Provoquant tantôt l'exaspération, tantôt l'indignation, une guerre sans relâche a été déclarée à cet envahisseur
.

### L'élevage
Il y a 80 ans, outre les grands troupeaux, chaque petit propriétaire élevait une dizaine de brebis. La laiterie du village fabriquait le fromage qui était ensuite affiné dans les caves de Roquefort. Au cours des années, cette multitude de petits troupeaux a disparu. Il subsiste à ce jour sur la commune, deux troupeaux mixtes : l'un de chèvres et d’ânes et l'autre de brebis et chèvres ainsi que le troupeau de brebis de Labeil sur les hauteurs de la vallée. Pendant longtemps chaque famille a possédé une ou deux chèvres qui se joignaient au troupeau de brebis du village pour aller au pâturage, sous la conduite du berger. On élevait aussi son cochon et de nombreuses volailles.
Tous ces animaux, ânes, mulets, chevaux, chèvres, brebis, canards donnaient du mouvement et une vie intense au village. Il en reste quelques-uns aujourd'hui, que l'on voit toujours passer avec plaisir.
En 1962 se montait une pisciculture dans la vallée de Labeil à Fond de Côte, suivie en 1965 de l'ouverture du restaurant
.

### L'eau
En 1912 était installé le premier lavoir entre Fontreboule et les Moulières. Celui du village date de 1935-1936, il sert encore à quelques lessives et aux jeux des enfants pendant l'été. La « bugade » se faisait autrefois à la rivière.
L'eau claire était riche en poissons et en écrevisses qui étaient revendues aux restaurants de Lodève ou agrémentaient les repas de fête. Carafes à poissons et balances à écrevisses étaient alors utilisées, pour un petit braconnage couramment et ouvertement pratiqué.
Les enfants faisaient des pêches abondantes de goujons, et des "élevages" de têtards dans des bocaux. Mais en l'absence de tout-à-l'égout, la rivière charriait aussi des immondices, et on y jetait les « escoubilles » (dans les années 70 encore, les enfants qui voulaient jouer à la « boîte » ou se faire des échasses avec des boîtes de conserves vides, descendaient dans la rivière où ils trouvaient immanquablement leur bonheur).
L'adduction d'eau dans la commune se fit en 1965, et le luxe de l'eau au robinet mit fin aux corvées d'eau. L'autorisation de la javellisation a réduit la qualité de l'eau que les Lauroussiens reçoivent au robinet ; on les retrouve ainsi à l'heure du pastis ou du repas aux fontaines pour "s'enivrer" de l'eau fraîche et pure venue directement de la source. On trouve sur la commune tout un patrimoine lié à l'eau, lavognes (mares pour les troupeaux), vestiges de moulins, comme à Pradines.

## Paysages, lieux et monuments
La commune de Lauroux s'étend sur 2642 hectares. Elle est soumise à des climats contrastés. Les dénivelés sont fort importants, jusqu'à 600 mètres, et les différentes expositions amplifient ces différences.
Lauroux est dominé par la forêt domaniale de Roquet Escu à 860 mètres d'altitude. Situées sur la barrière volcanique de l'Escandorgue, les plantations de résineux prospèrent sur ce sol brun basaltique et acide. Ces peuplements artificiels sont composés de plusieurs espèces dont les sapins, les pins noirs, les épicéas et principalement les Douglas. Mais cette forêt abrite aussi une curiosité: une magnifique hêtraie; majestueux et solidement enracinés, les hêtres sont les témoins d'un étage bioclimatique appelé étage montagnard. La présence de ce boisement indique donc une pluviosité importante (souvent supérieure à 1000 mm) et surtout une zone propice à la formation de brouillards. Cette caractéristique pourrait avoir donné son nom au lieu: escut, selon la prononciation lauroussienne, écrit "escu" sur les cartes, est vraisemblablement "escur", obscur.
Non loin de là, entre le hameau des Sièges et celui de Labeil, s'étend un plateau pittoresque. Se succèdent des élévations arrondies ou « serres », au sol caillouteux et squelettique, des dolines ou « sotchs », cuvettes à fond plat tapissées d'argiles rouges, parfois creusées d'un aven. Balayée par les vents, soumise à un climat rigoureux et contrasté, cette zone héberge une maigre végétation constituée de pelouses d'allure steppique ponctuées de buis et de genévriers. Utilisé traditionnellement comme parcours à brebis, ce type de paysage, austère et désolé, ne laisse jamais le voyageur indifférent.
Parfois les affleurements de dolomies se manifestent par des chaos de rochers ruiniformes. S'il scrute minutieusement ces curieux cailloux, le promeneur découvrira sans peine, au printemps, de nombreuses fleurs endémiques tel que le serpolet des dolomies. Les pelouses calcaires abritent quant à elles de très nombreuses espèces d'orchidées, dont la très rare et protégée orchidée de l'Aveyron. Cette zone est aussi le terrain de chasse privilégié du circaète Jean-le-Blanc, encore appelé aigle aux serpents. Prédateur spécialisé, il traque inlassablement les reptiles, tel que le lézard vert, sur ces zones ouvertes et dégagées.
Le plus grand étonnement viendra certainement à l'approche de la grotte de Labeil, lorsque le regard dépassera les impressionnantes falaises. La route étroite serpente à flanc de parois pour aboutir à la ferme de Labeil. La bergerie est d'ailleurs nichée au creux d'une baume ou « balme », qui est une falaise naturellement évidée à sa base sous l'action de cours d'eau situés maintenant beaucoup plus bas. Plusieurs sentiers de randonnée invitent à arpenter les corniches de ce cirque verdoyant où l'eau est omniprésente. La végétation arborée est luxuriante et diversifiée. S'y mélangent les tilleuls, les frênes, les merisiers, les saules et les hêtres.
La faune des milieux rupestres y est largement représentée par le grand corbeau, roi de la voltige, ou le tichodrome échelette aussi dénommé oiseau papillon.
En poursuivant la descente dans la vallée où le climat méditerranéen s'installe, apparaissent de nouvelles espèces attirées par la douceur du climat. Le cade et le pistachier térébinthe s'accrochent sur les pentes abruptes et dans les éboulis. Dans cette zone aride, les conditions de vie se font rudes, les plantes assoiffées exhalent de puissants arômes, le thym et la lavande en font partie.
Enfin, en fond de vallée, on longe le Laurounet. Axe médian de la commune, ce cours d'eau, affluent de la Lergue, est bordé de nombreux près de fauche qui ont fait autrefois la prospérité du village.
Progressivement on traverse Lauroux, et les hameaux de Fontreboule, de Pradines, des Moulières et des Condamines, installés autour des principales sources. Tout autour s'établissent les cultures de vignes et d'oliviers, souvent menées sur d'étroites bandes de terres soutenues par des murs de pierres sèches encore appelées « faïsses ».

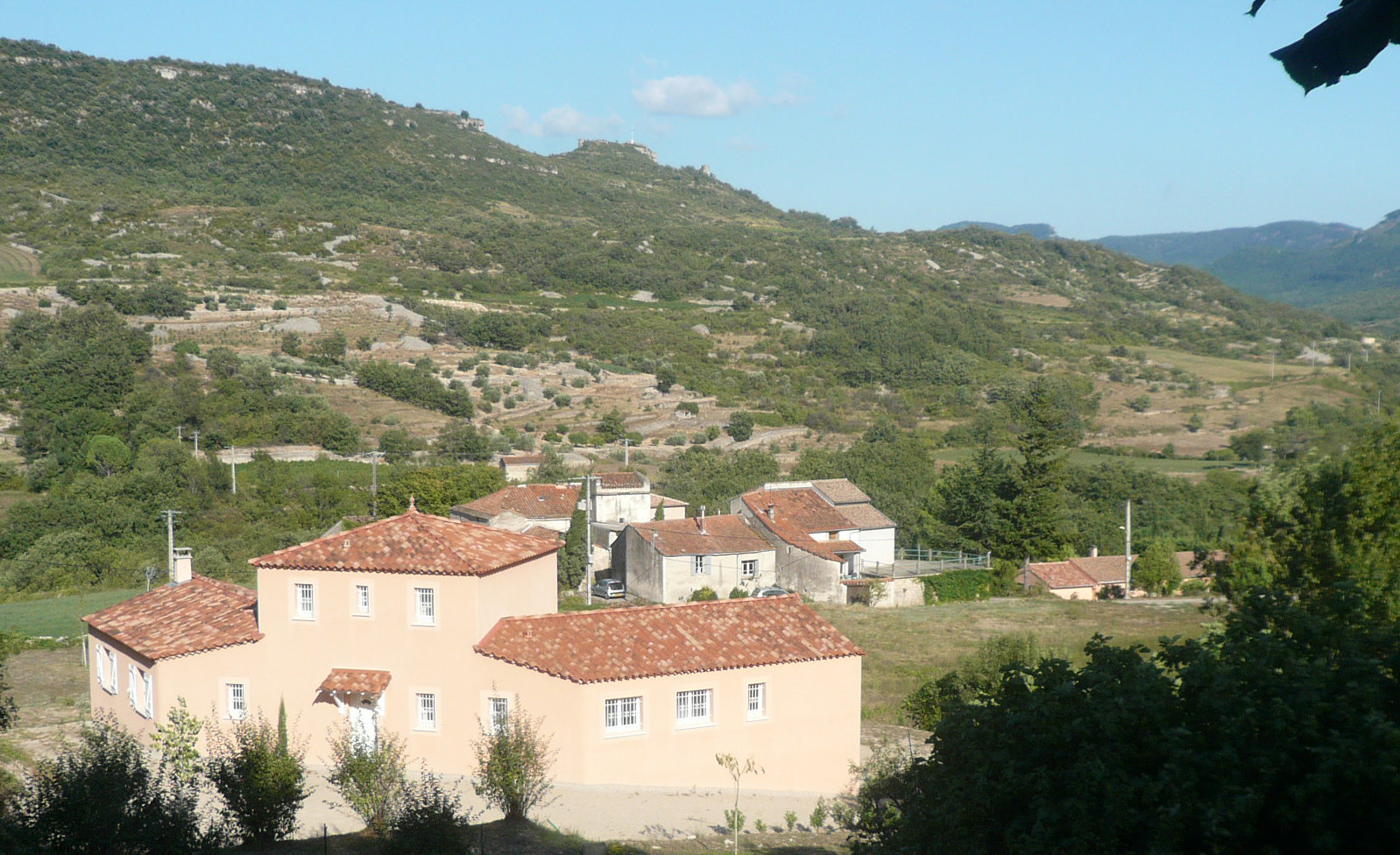
Pradines, hameau rattaché à Lauroux
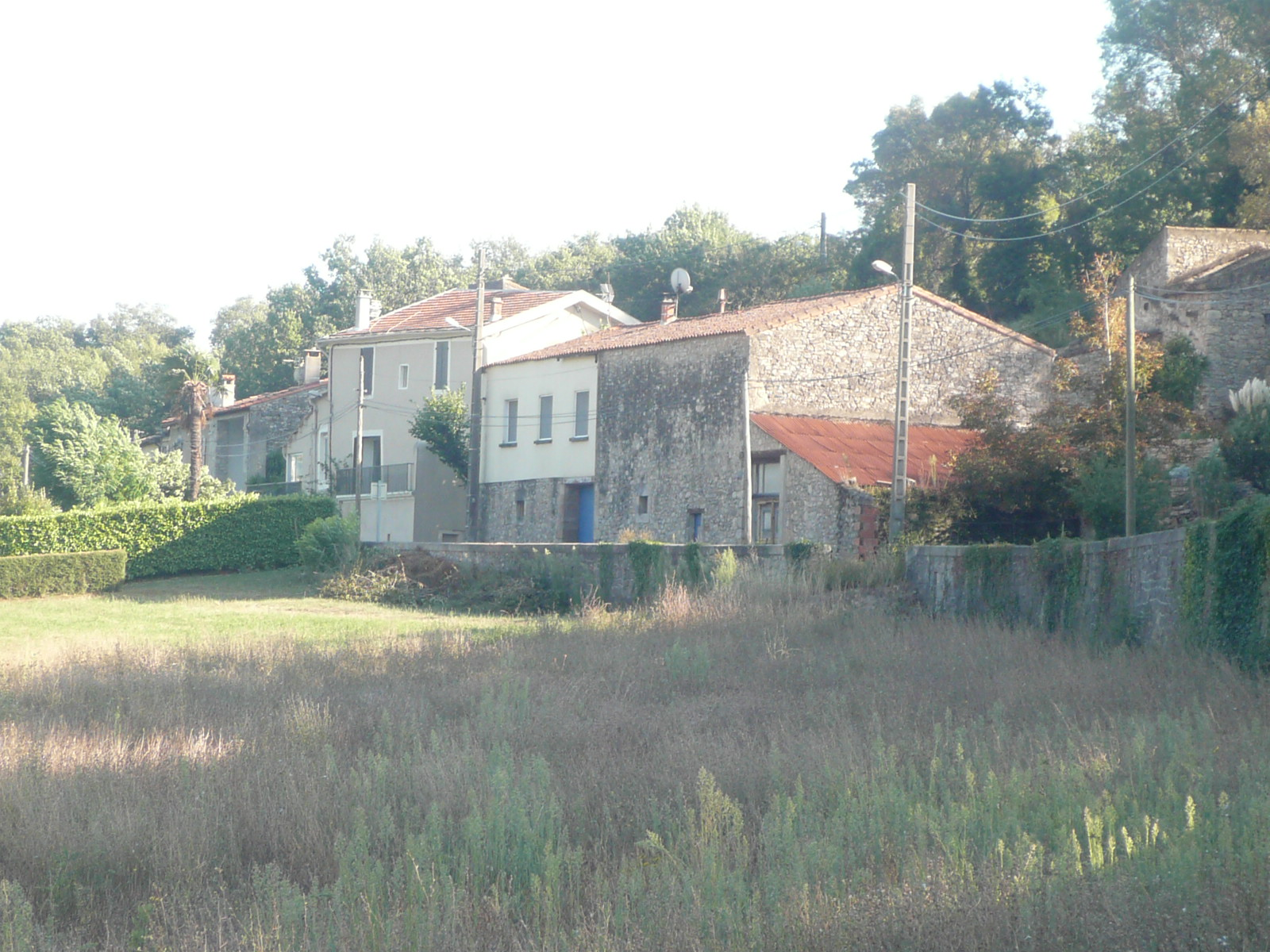
Fontreboule en sortie de hameau

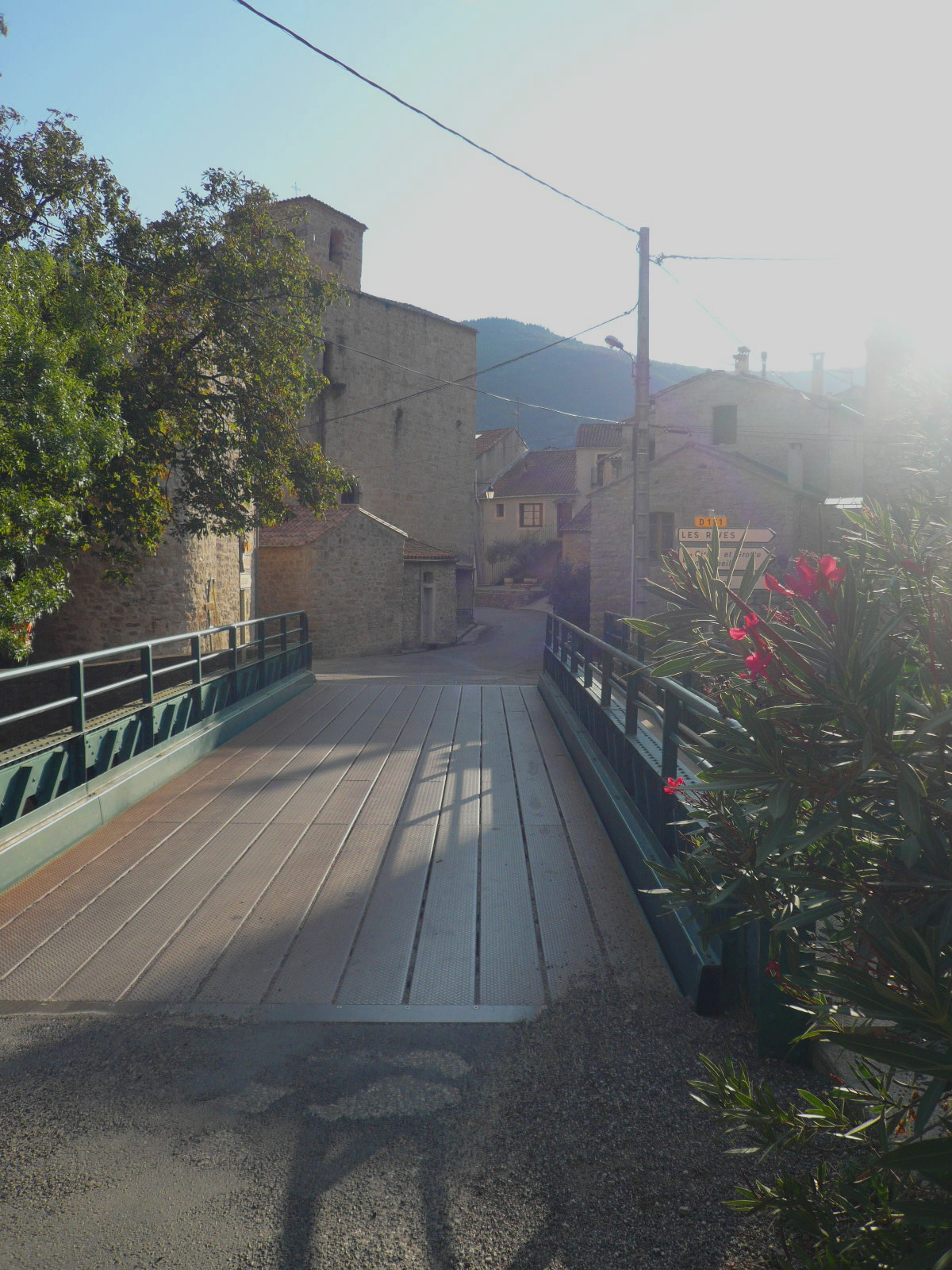
Pont de Lauroux menant à Poujols

Lauroux est longtemps resté cul-de-sac, village du - bout du monde -, avant que la route de Labeil, créée en 1973, permette d'atteindre le plateau du Larzac.
Le contraste de paysage entre le fond de la vallée qui s'élargit très vite vers l'est, les versants en pente raide et le plateau qui les domine est lié aux particularités géologiques de la région. Le bâti du paysage est essentiellement constitué de roches sédimentaires qui renferment les témoins d'un lointain passé.
Celui, justement, qui a connu l'expansion des dinosaures, qui ont laissé leurs empreintes sur les collines du Grézac au Perthus, il y a cent quatre-vingt millions d'années.. Ou encore celui qui a permis le développement de ces fossiles marins, les ammonites et les bélemnites, lointains cousins des nautiles et des seiches, qui vivaient en marge d'un océan disparu, la Téthys, et que l'on retrouve aujourd'hui dans leur écrin de "terre grise" au mas de Murène et aux Sièges.
Sur le plateau, ces "terres grises" sont dominées par l'éclat et la rugosité des reliefs dolomitiques qui forment de vastes dédales sculptés par la nature, en laissant çà et là des arrhes naturelles, comme à la Jasse de Marius. Qui penserait alors que ces roches sont les anciens témoins d'une mer tropicale, où les îles de sable blanc côtoyaient le vert profond d'un lagon, il y a cent cinquante millions d'années.
En tond de vallée, le Laurounet et ses affluents se sont progressivement encaissés dans des couches tendres argileuses qui ont été rapidement recouvertes par un manteau d'éboulis calcaires charriés depuis les flancs de la vallée par les eaux de ruissellement. Ces argiles servent de couche imperméable à l'eau infiltrée dans la masse calcaire depuis le Causse et qui s'accumule lentement dans les profondeurs de la montagne pour constituer un précieux château d'eau. Pure et fraîche, cette eau fait aujourd'hui l'objet de bien des convoitises.
La vallée, à l'image des autres vallées du Nord-lodévois, dominées par cette imposante masse calcaire, peut être comparée à un colosse aux pieds d'argile, imposant mais fragile. En particulier, sous le poids de cette masse calcaire fracturée, les bordures de la vallée peuvent glisser ou s'ébouler et constituer un risque pour les populations environnantes. Regardez-bien le clocher du Village de loin, il est penché ! Oh, il ne va pas encore tomber, mais c'est la preuve que, partout, la terre travaille sous nos pieds lentement, insensiblement, ou parfois de manière plus catastrophique, comme le glissement de terrain qui a coupé la route de Poujols après les fortes pluies du 17 décembre 1997.
L'environnement est riche en grottes. La plus grande et la plus belle est celle de Labeil, traversée par une rivière souterraine. Aujourd'hui aménagée, elle attire de nombreux visiteurs. D'autres, telle la grotte des fées, ont suscité des légendes.
Le sol a donné les pierres de l'habitat et des bâtiments à usage professionnel comme les bergeries, caves, paillets, ainsi que les "baumes", murets et "clapas" des vignes, et les croix des chemins. Certains perpétuent la technique de la pierre taillée. Le grès, pour la pierre de taille, était ainsi extrait des fonds de la vallée depuis l'antiquité. De petites carrières discrètes sont encore visibles en rive droite et gauche, en aval des Condamines. La chaux, fabriquée à partir des calcaires extraits des masses d'éboulis a été une source de richesse de la vallée pendant toute la première moitié du XIXe siècle. Les calcaires étaient extraits en carrière sur la route de Lauroux à Lodève. En 1909, le matériel avait été entièrement remis à neuf et au four primitif était venu s'ajouter le broyage, de sorte que l'on obtenait des poudres impalpables pour le traitement des vignobles.
La dernière carrière a été ouverte pour l'extraction de sables, de graviers ou de blocs, elle est également utilisée depuis 1989 pour la construction de l'autoroute A75.

## Visites et activités

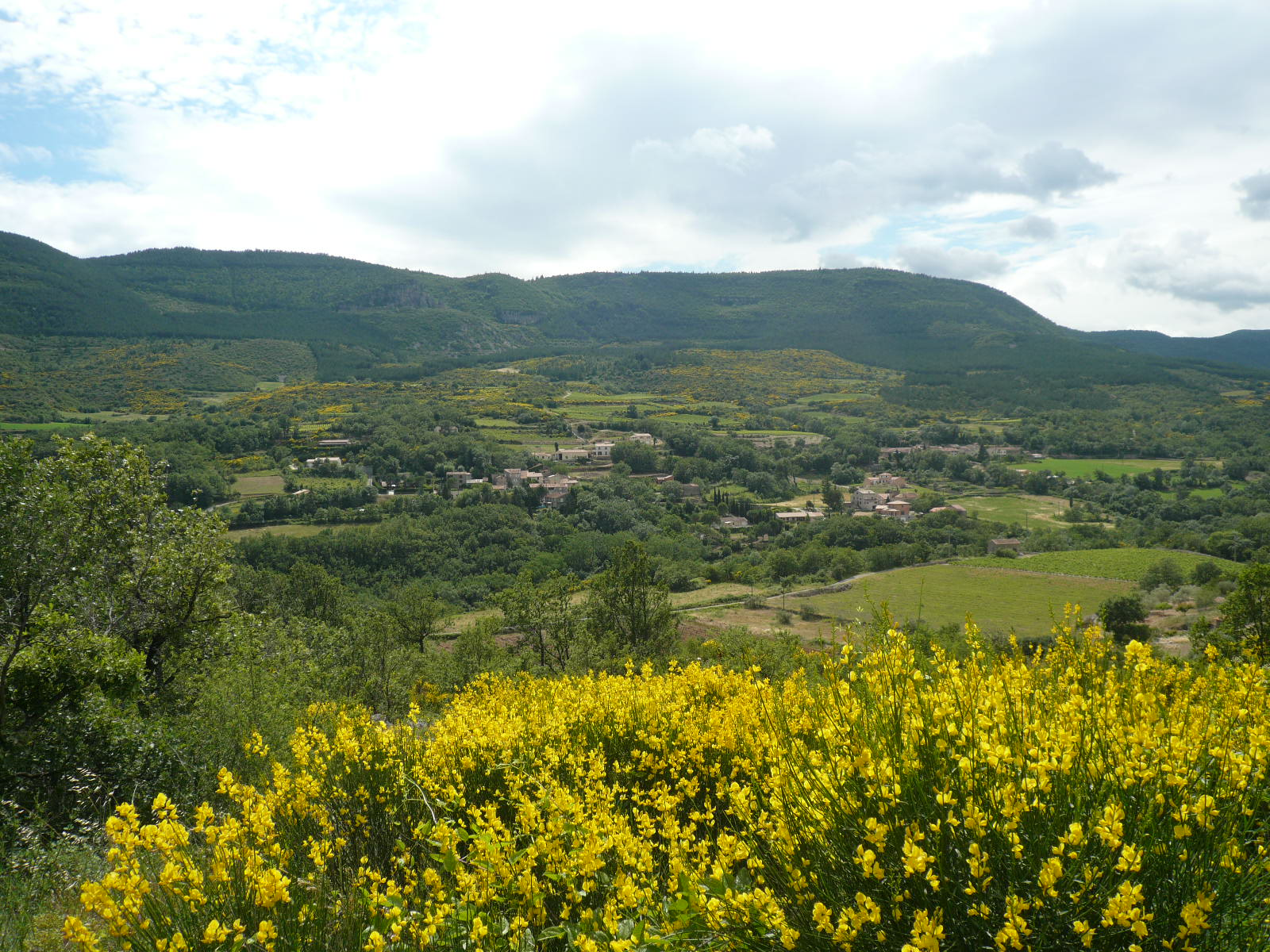
Vue sur Les Moulières, hameau de Lauroux.

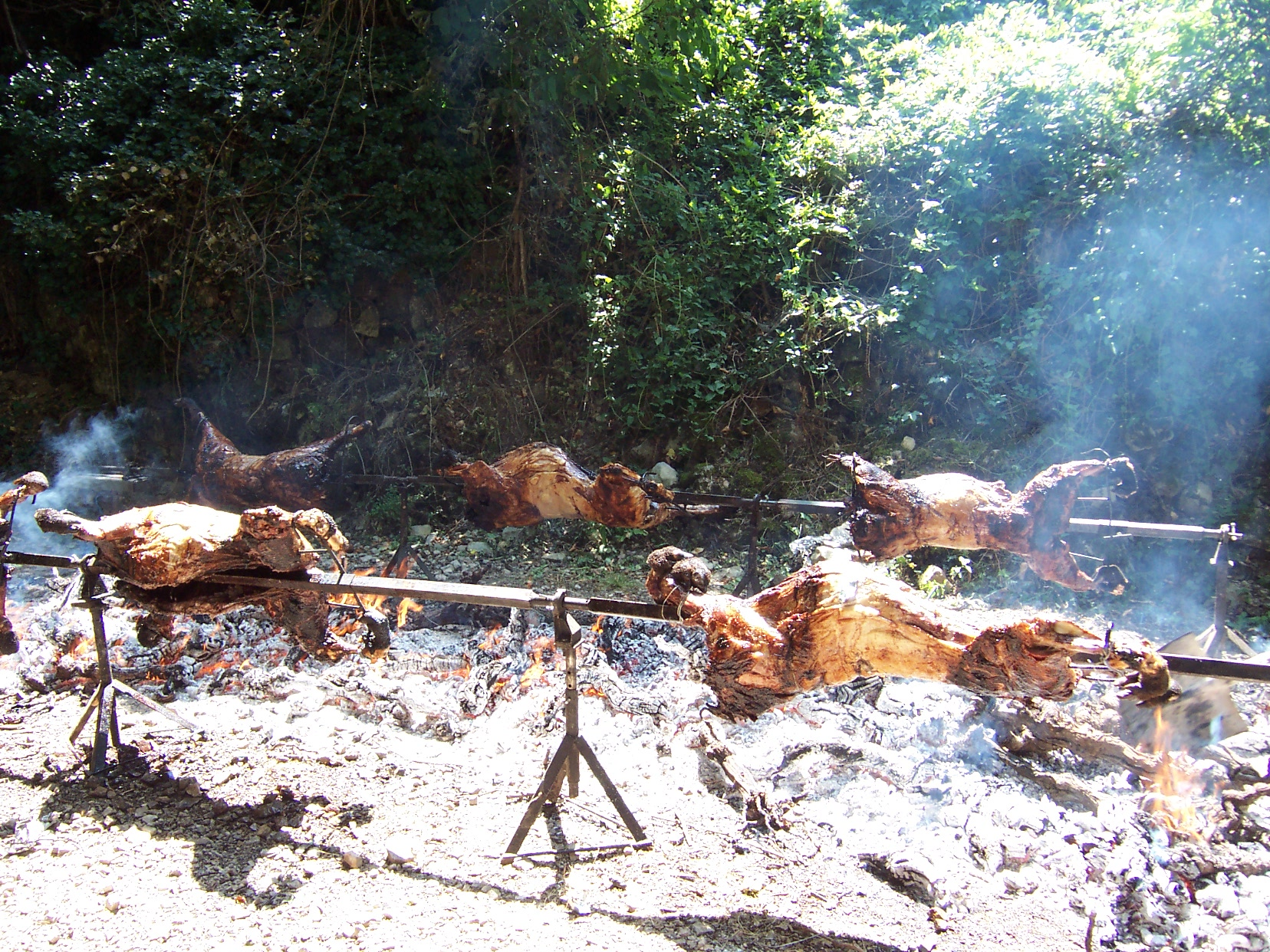
Fête du sanglier à Lauroux.

On peut encore visiter la grotte de Labeil, l'église, la Vierge, se promener sur les sentiers bordés de genêts, figuiers, mûriers, pour profiter d'une cueillette, ainsi que longer le Laurounet ou le Rauzet, au cœur même de la montagne.
La fête du village y a lieu chaque année en août, et c'est l'occasion de rassembler les anciens et les plus jeunes, d'y goûter le sanglier cuit à la broche sur place, et de festoyer en pleine nature.
« Les Moulières » et « Fontreboule » sont deux hameaux rattachés à la commune de Lauroux, distants respectivement de 2,3 km et 2 km.
Lauroux fait véritablement partie de la montagne.
Tout d'abord physiquement, quand on regarde en contre-haut le cœur du village, inondé de forêts de pins environnantes, et côtoyant la garrigue riche et variée, mais également par son autonomie et sa force à prendre place et à vivre en symbiose avec la montagne.
Lauroux est plongée dans cette atmosphère liée aux odeurs de lavande, de thym, mélangées aux couleurs jaunes des versants de genêts très répandus dans le coin, sans compter les arbres fruitiers comme les figuiers, les églantiers, les mûriers sauvages, dans la fraîcheur des rivières et autres sources de montagne, ruisselant ici ou là.

## Personnalités liées à la commune
- Bernard Gui (1261-1331) : inquisiteur très actif contre les Cathares, Vaudois et autres hérétiques du temps, immortalisé par le film de Jean-Jacques Annaud, Le Nom de la rose, d'après le roman d'Umberto Eco.

### Fonds d'archives
- Fonds : Archives communales de Lauroux (1573-1884) [2,3 ml].  Cote : 132 EDT. Montpellier : Archives départementales de l'Hérault (présentation en ligne).